# Biebersteinia orphanidis
Biebersteinia orphanidis, jedna od četiri vrste biljaka u porodici Biebersteiniaceae. Autohtona je u južnoj Grčkoj na planini Killini (Peloponez) i unutrašnjoj Anatoliji.
Vrsta je smatrana izumrlom u Europi, dok iznova nije otkrivena 1994. godine